# Jean-Michel Chaumont
Jean-Michel Chaumont (n. 1958) es un filósofo, sociólogo y autor belga, colaborador importante de la Fundación Auschwitz, una asociación en terreno belga que se define como un Centro de Estudios y de Documentación, creado por iniciativa de camaradas presos políticos de campos de concentración en Bruselas de 1989 a 1993.
En 1980, Jean-Michel Chaumont, defendió una tesis sobre lo que está en juego a niveles sociales de la memoria del Shoah, bajo la dirección de Michel Wieviorka.

## Obra
- La Concurrence des victimes : génocide, identité, reconnaissance. (Competencia de víctimas: genocidio, identidad, reconocimiento) Ed. La Découverte. 1997, 384 pp.